# Élections constituantes de 1945 en Corse
Les élections constituantes françaises de 1945 se déroulent le 21 octobre.

## Mode de scrutin
Les députés sont élus selon le système de représentation proportionnelle suivant la règle de la plus forte moyenne dans le département, sans panachage ni vote préférentiel.
Il y a 586 sièges à pourvoir.
Dans le département de Corse, quatre députés sont à élire.

## Élus
Les quatre députés élus sont : 
| Identité       | Parti | Parti   |
| -------------- | ----- | ------- |
| Paul Giacobbi  |       | Rad-Soc |
| Adolphe Landry |       | Rad-Soc |
| Arthur Giovoni |       | PCF     |
| Jacques Gavini |       | RI      |

## Résultats

### Résultats à l'échelle du département
| Parti          | Parti                                          | Tête de liste     | Résultats | Résultats | Sièges | Sièges |
| Parti          | Parti                                          | Tête de liste     | Voix      | %         |        |        |
| -------------- | ---------------------------------------------- | ----------------- | --------- | --------- | ------ | ------ |
|                | Union Radicale et socialiste                   | Paul Giacobbi     | 35 969    | 37,37     | 2      |        |
|                | Union républicaine et résistante               | Arthur Giovoni    | 30 973    | 32,18     | 1      |        |
|                | Défense républicaine et sociale                | Jacques Gavini    | 16 300    | 16,93     | 1      |        |
|                | Section française de l'Internationale ouvrière | Jacques Bianchini | 13 015    | 13,52     | -      |        |
|                |                                                |                   |           |           |        |        |
| Inscrits       | Inscrits                                       | Inscrits          | 158 685   | 100,00    | 4      |        |
| Votants        | Votants                                        | Votants           | 96 749    | 60,97     |        |        |
| Blancs et nuls | Blancs et nuls                                 | Blancs et nuls    | 472       | 0,51      |        |        |
| Exprimés       | Exprimés                                       | Exprimés          | 96 257    | 99,49     |        |        |